# Cravant-les-Côteaux
Cravant-les-Côteaux ist eine französische Gemeinde mit 680 Einwohnern (Stand: 1. Januar 2022) im Département Indre-et-Loire in der Region Centre-Val de Loire; sie gehört zum Arrondissement Chinon und zum Kanton Sainte-Maure-de-Touraine. Die Einwohner werden Cravantais genannt.

## Geographie
Die Gemeinde Cravant-les-Côteaux liegt im Regionalen Naturpark Loire-Anjou-Touraine an der Vienne, etwa 35 Kilometer südwestlich von Tours. Umgeben wird Cravant-les-Côteaux von den Nachbargemeinden Saint-Benoît-la-Forêt im Nordwesten und Norden, Rivarennes im Norden und Nordosten, Panzoult im Osten, Sazilly und Anché im Süden, Rivière im Südwesten sowie Chinon im Westen.

## Bevölkerungsentwicklung
| Jahr                       | 1962 | 1968 | 1975 | 1982 | 1990 | 1999 | 2006 | 2012 | 2021 |
| Einwohner                  | 805  | 751  | 681  | 715  | 747  | 751  | 728  | 730  | 661  |
| Quellen: Cassini und INSEE |      |      |      |      |      |      |      |      |      |

## Sehenswürdigkeiten
- karolingische Kirche Saint-Léger aus dem 9. Jahrhundert, seit 1913 Monument historique
- Kapelle Sainte-Catherine im Ortsteil Sommay
- Burg Sonnay aus dem 13. Jahrhundert mit der Kapelle Sainte-Catherine
- Dolmen de Briançon
- drei Lavoirs

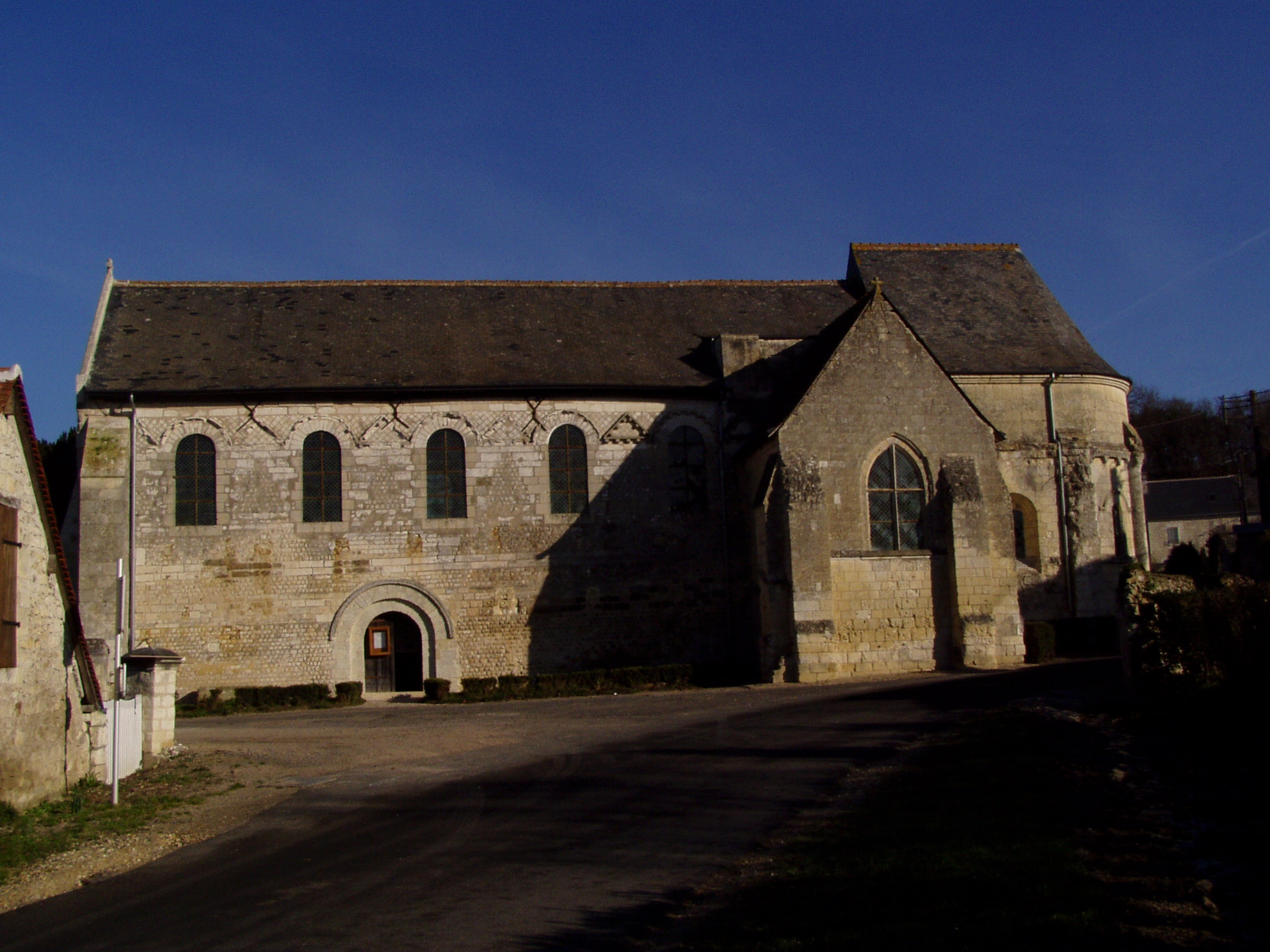
Kirche Saint-Léger
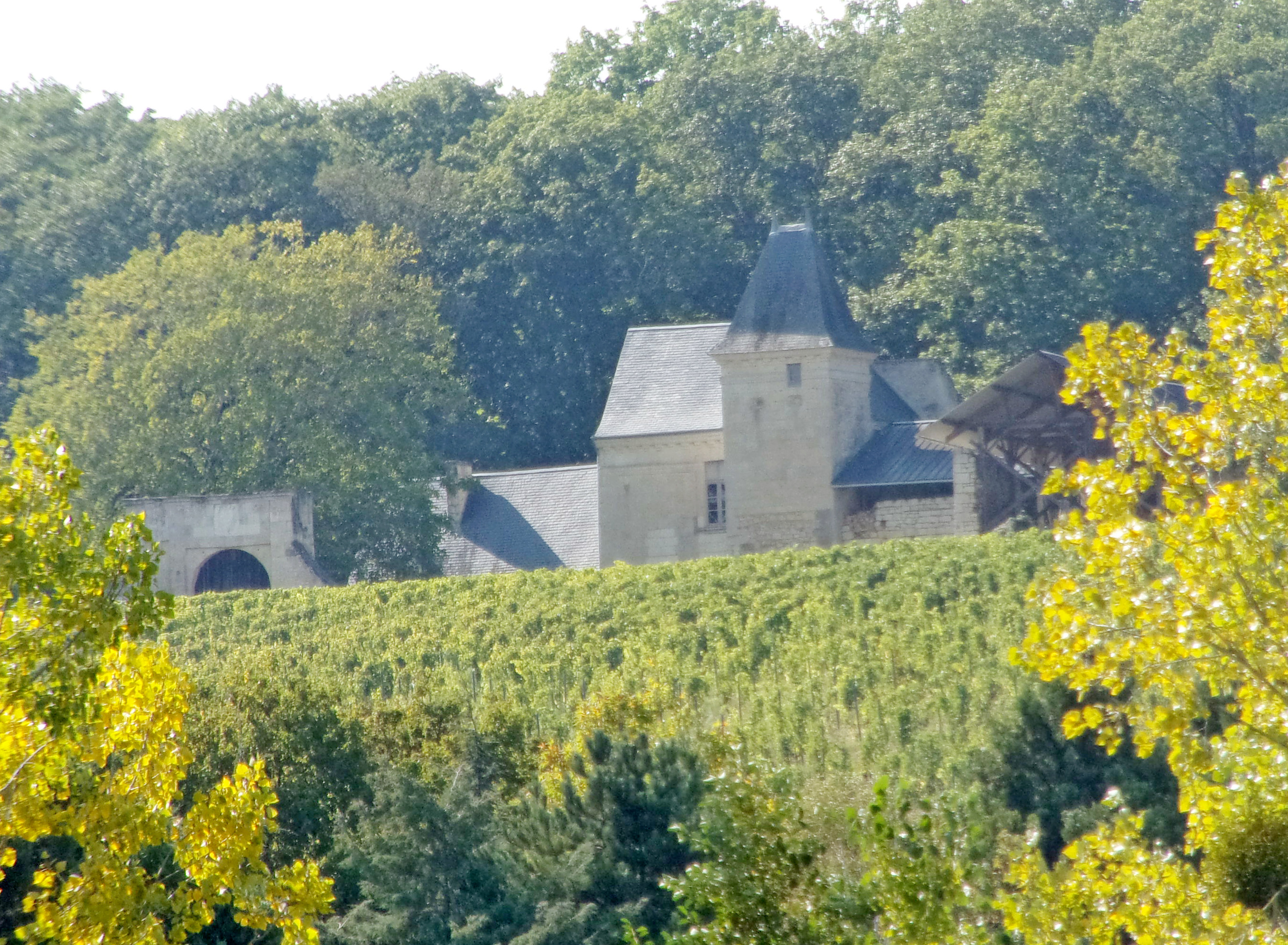
Burg Sonnay
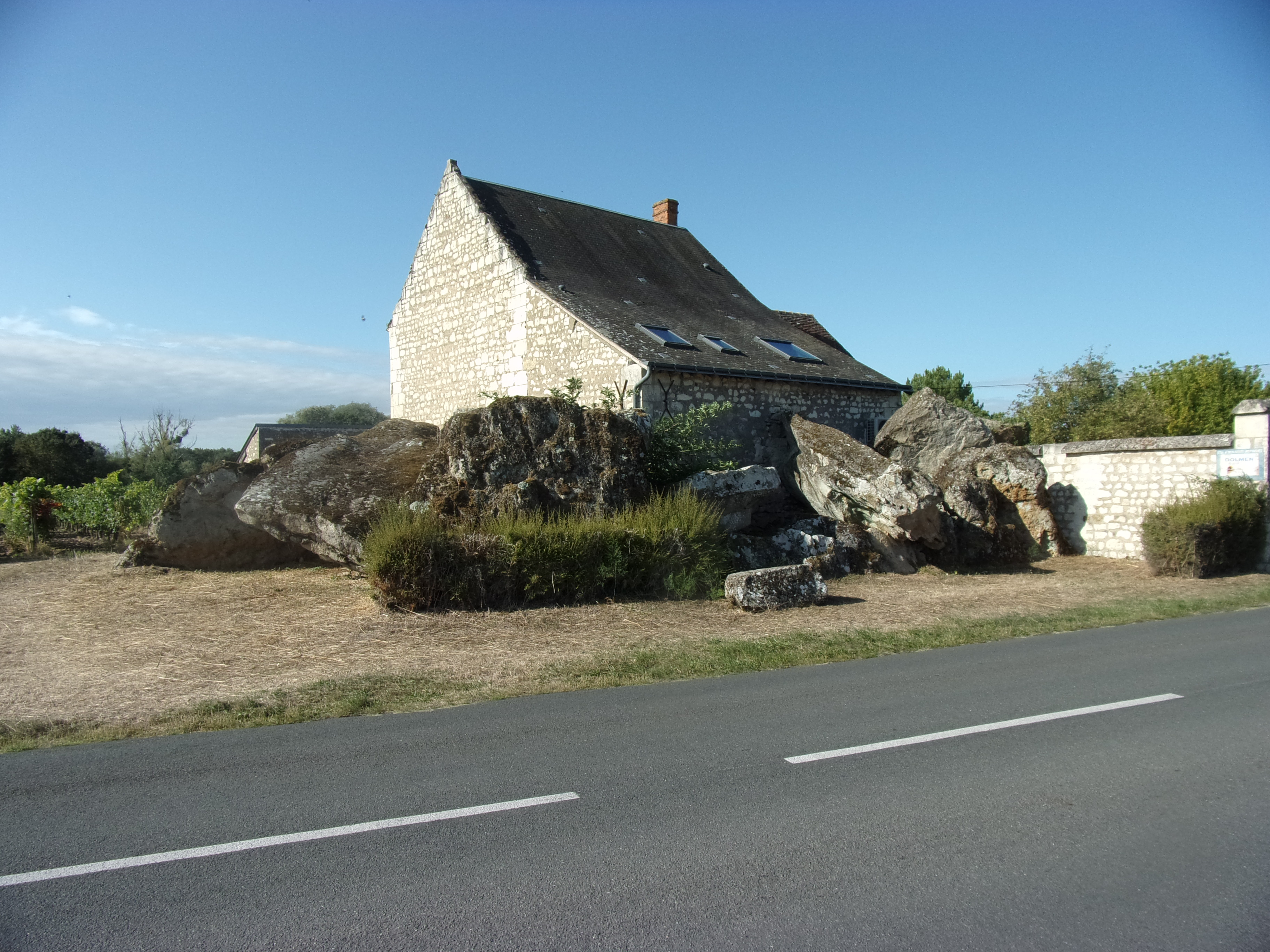
Dolmen de Briançon